# María Cardinal (actriz)
María Cardinal (3 de julio de 1952) es una actriz mexicana que participó en varias películas entre 1970 y 1995, entre las que destacan: Juventud desnuda (1971), La Mansión de las 7 momias (1977) o Hermelinda linda (1984), entre otras y actualmente se encuentra retirada de la actuación.

## Biografía
María Cardinal es la cuarta de 10 hermanos. Sus padres fueron José Guerrero y María del Refugio Cárdenas.
En sus inicios participó como modelo y actriz de revistas y fotonovelas mexicanas desde el año 1970 como Novelas de Amor, Capricho, Cita, Chicas y Lo Inexplicable.

## Filmografía
- Juana la Cubana (1994)
- Usted decide si se embaraza (1993)
- Mi novia ya no es Virginia (1993)
- De naco a millonario (1992)
- La sucursal del infierno (1991)
- Lola la trailera 3 (1991)
- Oficio: Golfa (1990)
- La Llave Mortal (1990)
- Desafiando a la muerte (Agentes federales) (1990)
- Dos cuates a todo dar (1990)
- El semental (1990)
- El inocente y las pecadoras (1990)
- Desafiando a la muerte (Agentes federales) (1990)
- Guerrero costa brava (1989)
- Buscando la muerte (1989)
- Dos camioneros con suerte (1989)
- El garañón (1989)
- En un motel nadie duerme (1989)
- El mofles en Acapulco (1988)
- El rey de las ficheras (1989)
- El semental de Palo Alto (1988)
- Un asesino anda suelto (1988)
- Los albureros (1988) .... Rosa
- La guerrera vengadora (1988)
- Dos machos que ládran no muerden (1988)
- Mafia en Acapulco (1987)
- Las movidas del mofles (1987)
- Duro y parejo en la casita de pecado (1987)
- Juan Polainas (1987)
- La ruletera (1987)
- El mala pata (1986)
- La muerte de un pistolero (1986)
- El secuestro de Lola (1986)
- Huele a gas (1986)
- Un macho en la cárcel de mujeres (1986)
- El rey del masaje (1985) .... Mireya/Maribel
- La pulquería ataca de nuevo (1985)
- Barrio salvaje (1985)
- Masacre en el río Tula (1985)
- Lola la trailera (1985)
- Perico el de los palotes (1984)
- Hermelinda Linda (1984)
- Kung fu mortal: Operación zodiaco (1983)
- Todos eran valientes (1983)
- Estoy sentenciado a muerte (1983)
- Las nenas del amor (1983)
- Chile picante (1983) ... acompañante rubia
- San Juan de Dios es Jalisco (1982)
- Mas locos que una cabra (1981)
- Contrabando por amor (1980)
- A paso de cojo (1980)
- Las golfas del talón (1979)
- La Mansión de las 7 momias (1977)
- Nos reimos de la migra (destrampados y mojados) (1976)
- El reventón (1975) - Estrenada año 1977
- El increíble profesor Zovek (1972)
- Juventud desnuda (1971)
- El cielo y tú (1971) (sin acreditar)